# Laguna del Mar Muerto
La Laguna del Mar Muerto es una laguna salobre que se encuentra en el sureste del estado Oaxaca y al suroeste del estado de Chiapas. Se ubica en el golfo de Tehuantepec y se conecta con el Océano Pacífico mediante la Barra de Tonalá.

## Toponimia
El nombre la laguna proviene de la aparente quietud de sus aguas. Este título adquiere significado cuando se lo compara con el «Mar Vivo», es decir, el Océano Pacífico. Si bien es cierto que la laguna tiene un oleaje suave, no está exenta de adquirir características más vehementes. Los tehuanos —durante la temporada de frentes fríos— pueden hacer que el oleaje se vuelva violento desde horas hasta días. Lo mismo ocurre con las tormentas eléctricas de verano, que vuelven un día apacible en un vendaval en minutos.

## Descripción
En la región del Istmo de Tehuantepec se localizan un gran número de sistemas lagunares, donde la actividad pesquera artesanal es intensa y está dirigida principalmente a la captura del camarón. Entre dichas lagunas se pueden mencionar: la Laguna Quirio, la Laguna Occidental, la Laguna Oriental, la Laguna Superior y la Laguna Inferior. 
La laguna Mar Muerto, se localiza en la parte norte del Golfo de Tehuantepec entre los 15 o 58’ y 16 o 17’ de Latitud norte, y entre los 93 o 50’ y 94 o 25’ de Longitud oeste, y forma parte de los estados de Oaxaca y Chiapas. Tiene una longitud de 12 km en su parte más ancha y 60 km de largo, con un área aproximada de 700 km². La forma general de la laguna es alargada con la parte de mayor longitud situada del sureste al noroeste, paralela a la línea de costa. La conexión con el Golfo de Tehuantepec es la Barra de Tonalá, una estrecha entrada de aproximadamente mil 600 m de ancho y 3.6 m de profundidad. 
Generalmente la salinidad promedio de la laguna excede la salinidad marina (hipersalina) durante la temporada seca, resultado de la alta evaporación, la escasez de escurrimiento fluvial y a los tehuanos —llamados en la comarca «Chicapa»—, contrario a lo que sucede durante la temporada lluviosa con los aportes de las lluvias que pueden ser torrenciales en la Sierra Madre de Chiapas y la Llanura Costera, incluyendo el aporte sedimentario de los ríos que drena. La parte más interna de la laguna alcanza valores de hipersalinidad, que disminuyen hasta la Boca de Tonalá donde se encuentran características marinas. El comportamiento de la salinidad indica una expulsión y dilución del agua salada en el inicio de la época de lluvia y la incursión de agua marina en la época de sequía con tendencia a la hipersalinidad por la alta evaporación.
La laguna es parte de la Región Hidrológica 23: Costa de Chiapas, siendo una de las cuatro subregiones que la componen. A su vez, la Laguna del Mar Muerto se divide en las subcuencas: Mar Muerto, Tapanatepec, Las Arenas, La Punta, Zanatenco y Laguna La Joya.

## Localidades
- San Pedro Tapanatepec
  - Rincón Juárez
  - Pesquería Guadalupe
  - Pesquería Rancho Salinas
  - Pesquería Puerto Paloma
  - Pesquería Trejo
  - Conchalito
  - Bernal
- San Francisco del Mar
  - Cachimbo
- Santo Domingo Zanatepec
  - Buena Vista
- Arriaga
  - La Gloria
  - La Línea
  - El Arenal
  - Punta Flor
- Tonalá
  - Paredón